# Jessica Weiß

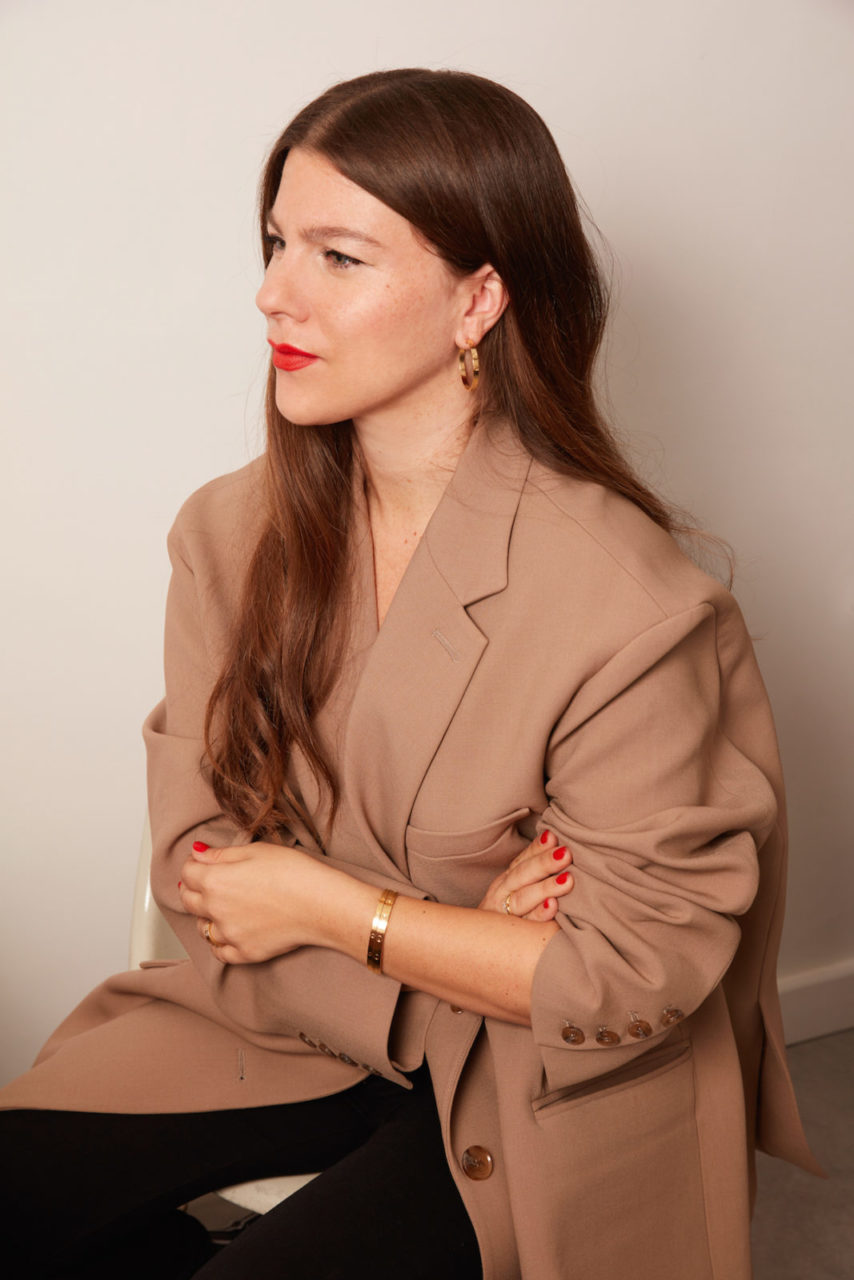
Jessica Weiß

Jessica „Jessie“ Weiß (* 9. April 1986 in Essen, Deutschland) ist eine deutsche Unternehmerin, Moderatorin, Autorin und Modejournalistin.

## Privatleben
Jessica Weiß wuchs in Essen auf und hat eine jüngere Schwester. Sie besuchte das Gymnasium Essen-Werden und studierte an der Westdeutschen Akademie für Kommunikation in Köln.
2014 heiratete sie den Musiker Johan Fink, mit dem sie zwei Söhne und eine Tochter hat. Weiß lebt seit 2009 in Berlin.

## Karriere

### LesMads
Der Modeblog LesMads wurde im April 2007 von Jessica Weiß und Julia Knolle gegründet. Weiß und Knolle berichteten von Fashion Weeks und stellten neue Kollektionen der Designer sowie ihre eigenen Looks vor. LesMads lieferte Artikel über Beauty, Reiseziele und Events wie etwa Fotoausstellungen. LesMads wurde 2008 vom Burda Verlag mit vermarktet, was die Medienpräsenz deutlich erhöhte. 2008 schloss sich Natalie Weiß dem Team von LesMads an, um aus der Modehauptstadt Paris zu berichten. Zwei Jahre später verließ Knolle das Medium.
2010 erschien das Buch Modestrecke – Unterwegs mit LesMads.
Im September 2011 verließ Weiß LesMads, um ab Oktober 2011 als Executive Editor Online die Digital-Präsenz der deutschen Ausgabe des Interview-Magazins aufzubauen. Ende September 2011 wurde LesMads von Katja Schweitzberger übernommen.
Im Dezember 2015 verkündete der Burda Verlag die Einstellung von LesMads zum Januar 2016.

### Journelles
2012 machte sich Weiß mit dem Blogazine Journelles selbstständig. Neben persönlichen Geschichten und selektierten Neuigkeiten sowie Inspirationen aus der Modewelt publiziert Journelles redaktionelle Inhalte rund um Beauty, Interior und Reise. Der Inhalt der Website orientierte sich an den Lebensumständen der Gründerin. So dokumentierte sie auf Journelles die Themen Hochzeit, Schwangerschaft, Kinder und Wohnungsbau.
Darüber hinaus kooperierte Weiß für Journelles mit einigen Partnern, unter anderem Mercedes-Benz, L’Oréal, Kaufhaus des Westens, Closed, Net-A-Porter, Cartier, Mytheresa.com, Douglas, H&M.
Seit März 2013 moderierte Weiß auf dem Fernsehsender EinsPlus das Format It’s Fashion. Die TV-Sendung wurde über zwei Staffeln mit je neun 30-minütigen Folgen ausgestrahlt. Weiß wurde darin auf ihren Reisen gezeigt, berichtete über ihre Eindrücke und Erlebnisse in der Modewelt und interviewte prominente Größen wie die Designer Karl Lagerfeld und Dries van Noten.
Zusammen mit Pia Thole präsentierte Weiß im Juni 2015 das Label Jouur. Ende 2019 gab Weiß bekannt, das Label zunächst zu pausieren.
Im Juni 2018 initiierte Weiß einmalig den Journelles Marché, einen temporären Concept Store in Berlin. In Kooperation mit Mercedes-Benz startet Weiß zudem im September 2019 zum ersten Mal die Event-Reihe Journelles Brunch Club.
2019 kaufte Weiß eine Eigentumswohnung in Berlin, der Umbau wurde auf Journelles sowie in der Presse, unter anderem im AD Magazin und auf dem Blog Femtastics, dokumentiert.
Während der COVID-19-Pandemie 2020 rief Weiß über ihr Blogazine und auf Instagram mit den Hashtags #stayhomestaychic und #stayhomestaysocial zur Unterstützung kleiner Unternehmen, insbesondere im Bereich Mode, auf.
Weiß lancierte im Mai 2020 in Kooperation mit Kauf dich Glücklich eine Modekollektion für Mütter und Kinder.
Weiß leitet heute ein Team von vier Mitarbeiterinnen in Marketing, Redaktion und Buchhaltung. Journelles hat seinen Sitz in Berlin, Deutschland.

## Auszeichnungen und Nominierungen
- LeadAward 2010 in der Kategorie „Weblog des Jahres“
- Nominierung für den Grimme Online Award 2011 (in der Kategorie „Kultur und Unterhaltung“)